# Де Ниро, Роберт
Ро́берт Э́нтони Де Ни́ро-мла́дший (англ. Robert Anthony De Niro, Jr.; род. 17 августа 1943, Нью-Йорк, Нью-Йорк или Манхэттен, Нью-Йорк) — американский актёр, продюсер и режиссёр. Наиболее известен своей работой в криминальных фильмах, триллерах и сотрудничеством с режиссёром Мартином Скорсезе. Лауреат премий «Золотой глобус» (1981, 2011) и «Оскар» (1975, 1981).

## Генеалогия артиста
Родословная Роберта Де Ниро документально прослеживается начиная с прадеда — Джованни ди Ниро (итал. Giovanni di Niro), который с женой Анджелиной Меркурио в поисках новой жизни эмигрировал в Америку из местечка Ферраццано региона Молизе, Италия. Предлог «di» превратился в частицу «De» по ошибке иммиграционной службы США.
У пары родился сын, который позже женился на Хелене О’Рейлли, дочери иммигранта из Ирландии Эдварда О’Рейлли. От этого брака, в свою очередь, в 1922 году родился Роберт Де Ниро-старший, ставший известным скульптором и художником-абстракционистом. Изучая живопись на курсах Ханса Хофмана в Провинстауне (Массачусетс), он познакомился с художницей Вирджинией Адмирал, а в 1942 году женился на ней. Через год у них родился сын Роберт, но, когда сыну исполнилось два года, пара развелась.

## Детство и юность
Роберт Де Ниро вырос на улицах района компактного национального проживания итальянцев (Маленькая Италия) и соседнего района Гринвич-Виллидж, который многие годы служил прибежищем художественной и артистической богемы Нью-Йорка. За бледность Роберта прозвали «Бобби-Молоко». В возрасте 10 лет состоялся «абсолютный» артистический дебют Де Ниро. Он исполнил роль трусливого Льва в школьной постановке сказки «Удивительный волшебник из страны Оз». Проучившись несколько лет в частной школе, Роберт по настоянию матери поступил в Высшую школу музыки, искусства и исполнительского мастерства имени Фьорелло Ла Гуардии в Нью-Йорке (в этом же заведении учился Аль Пачино). Де Ниро посещал курсы Стеллы Адлер (познакомившейся ранее с Константином Станиславским и активно пропагандирующей его теорию сверхзадачи), а также актёрскую студию Ли Страсберга. Наследники классической школы театрального мастерства привили Роберту Де Ниро приверженность системе Станиславского.

## Карьера в кино

### 1960-е и 1970-е
Вопреки принятой в различных источниках хронологии указания ролей Де Ниро, первой его работой в кино не был эпизод в «Трёх комнатах на Манхэттене» (1965). Актёр снялся в 1963 году в фильме Брайана Де Пальмы «Свадебная вечеринка», в котором он сыграл одного из друзей жениха. Съёмки лёгкой комедии, фарса стали хорошей стартовой площадкой сразу для нескольких молодых актёров. Однако из-за банкротства компании-производителя готовый фильм пролежал «на полке» 6 лет и вышел на экраны в 1969 году.

Роберт Де Ниро в роли Вито Корлеоне

1973 год является стал одним из наиболее важных в карьере Де Ниро. Он исполняет роль бейсболиста Брюса Пирсона в фильме «Бей в барабан медленно», за которую получает премию объединения кинокритиков Нью-Йорка (лучшая роль второго плана), а с ней известность и зрительское внимание. Во-вторых, фильмом «Злые улицы» он начинает многолетнее сотрудничество с Мартином Скорсезе. За роль Джонни Боя Де Ниро также получает премию, на этот раз Национального совета кинокритиков США в номинации «лучшая роль второго плана». В конце года он проходит кинопробы на роль молодого Вито Корлеоне в проекте Фрэнсиса Форда Копполы «Крёстный отец 2». До утверждения в этом статусе, Де Ниро пробовался ранее на роли Санни Корлеоне, Майкла Корлеоне, Карло Рицци в первом фильме трилогии. За роль дона Вито Роберт Де Ниро завоёвывает премию «Оскар» за лучшую мужскую роль второго плана. Присуждение этой премии связано с двумя прецедентами. В фильме Вито Корлеоне говорит по-итальянски, то есть Оскар присуждён американскому актёру за роль на иностранном языке.
Одна за другой следуют роли, имеющие успех как у критиков, так и у массового зрителя: Трэвис Бикл в «Таксисте», Альфредо Берлингьери в фильме «Двадцатый век», Джимми Дойл в мюзикле «Нью-Йорк, Нью-Йорк», Михаил Вронский в фильме «Охотник на оленей». Все эти работы либо удостаивались, либо были номинированы на самые престижные кинематографические премии. Сцена «перед зеркалом» из фильма «Таксист» иллюстрирует скрупулёзность проработки роли актёром.
Вспоминая об импровизации Де Ниро с фразой «Это ты мне́ сказал?», сценарист фильма Пол Шредер рассказывал в интервью Кевину Джексону:
В сценарии просто сказано: «Трэвис разговаривает с отражением в зеркале». Бобби спросил меня, что его герой мог говорить, и я ответил, что он как мальчишка, играющий с пушкой и воображающий себя крутым. И Де Ниро использовал этот рефрен, который в то время служил основной канвой в интермедии одного нью-йоркского юмориста.
Оригинальный текст (англ.)In the script it just says, "Travis speaks to himself in the mirror." Bobby asked me what he would say and I said, well, he's a little kid playing with guns and acting tough. So De Niro used this rap that an underground New York comedian had been using at the time as the basis for his lines.
Эпизод «перед зеркалом» включён в список «100 лучших сцен в истории кино» и цитируется или пародируется в кинофильмах самых различных жанров.

### 1980-е и 1990-е

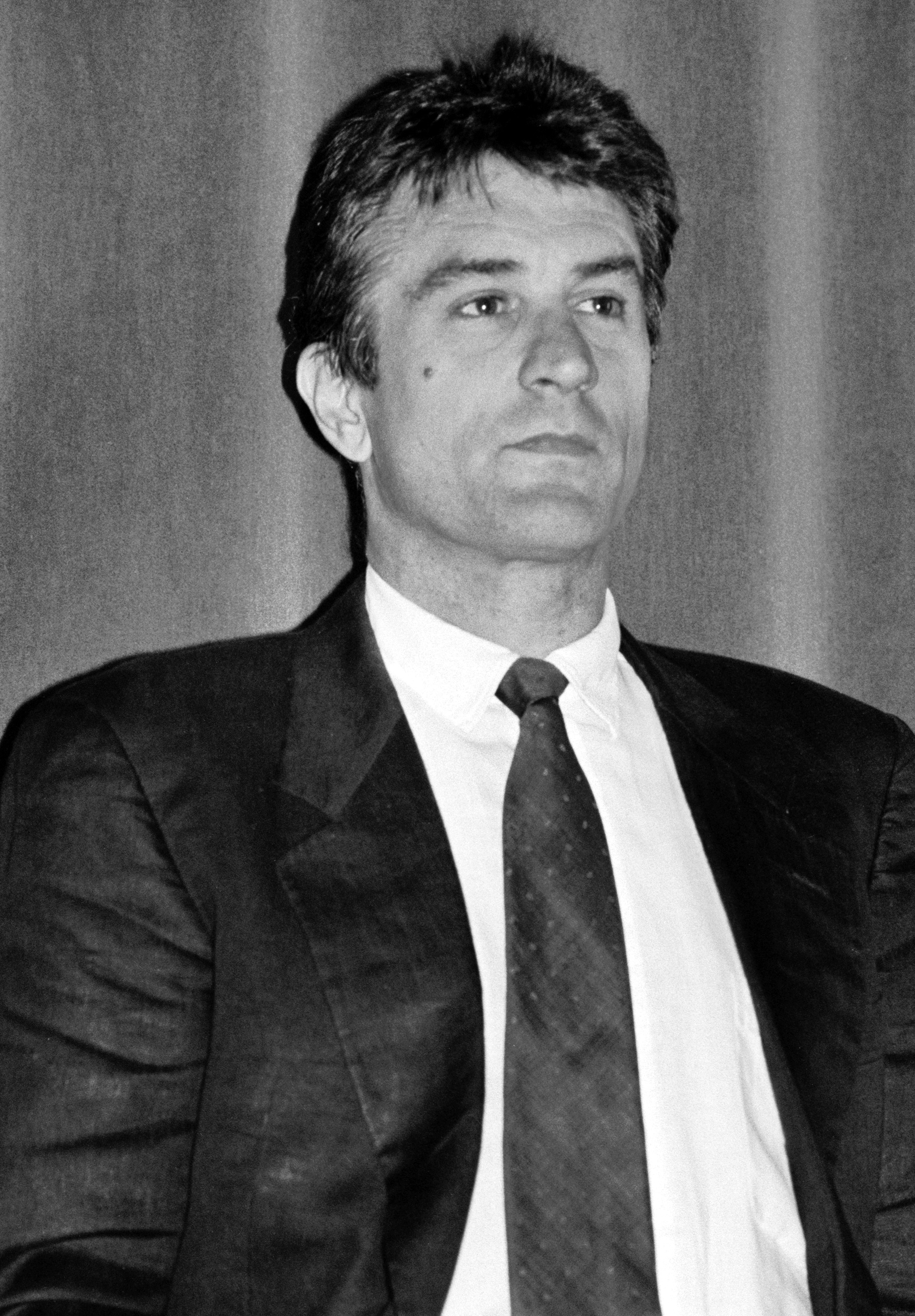
Де Ниро в 1988 году

1980 год — следующий пик кинематографической карьеры Роберта Де Ниро. Очередная работа Мартина Скорсезе «Бешеный бык», поставленная по мотивам воспоминаний боксёра Джейка Ламотты, завоевала две премии «Оскар». Одна из них присуждена Де Ниро как лучшему актёру. Чёрно-белый фильм снят в крайне жёсткой реалистичной манере и рассказывает о разных этапах жизни спортсмена. Чтобы максимально соответствовать своему персонажу в более зрелом возрасте, Де Ниро пополнел на 27 килограммов. В известной сцене «Ударь меня!» Пеши и Де Ниро действительно бьют друг друга. Для достижения достоверности актёрских работ Роберт Де Ниро часто использует дополнительные методы перевоплощения: берёт уроки бокса для «Бешеного быка», стачивает зубы для «Мыса страха», учится играть на саксофоне для «Нью-Йорк, Нью-Йорк», три месяца в 1976 году работает таксистом. Во время съёмок фильма «Король комедии» (1983 год) Де Ниро перед сценой стычки отпустил в адрес своего партнёра Джерри Льюиса грубую антисемитскую тираду. Это достигло результата. Льюис вспоминает: «Я забыл, где камеры … Я рвался к глотке Бобби [здесь — уменьшительная форма от Роберта]».

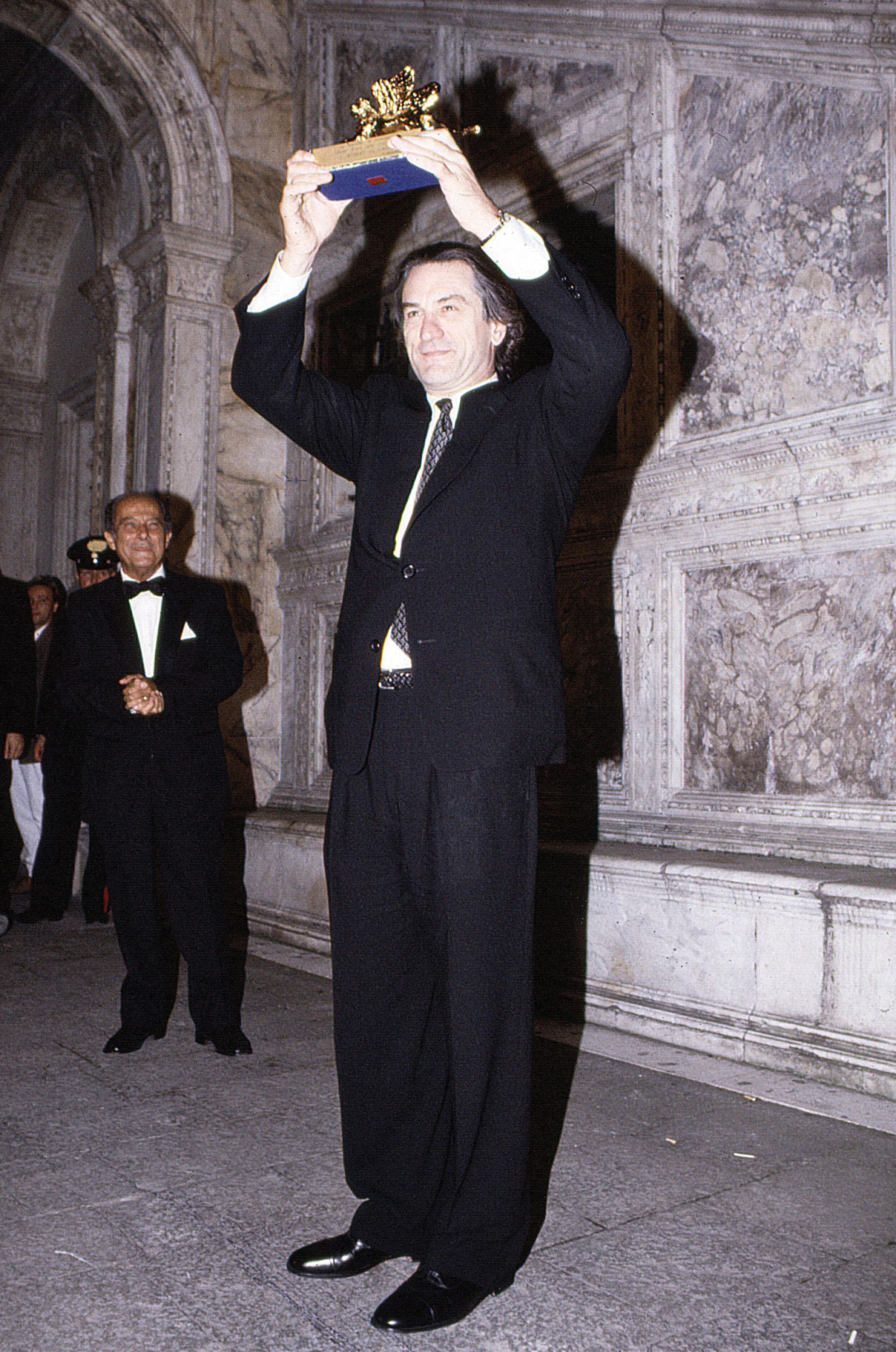
Де Ниро в 1993 году

Успеха в прокате достигла гангстерская сага 1984 года Серджо Леоне «Однажды в Америке», в которой Роберт Де Ниро сыграл хара́ктерную, возрастную роль Дэвида Ааронсона по прозвищу «Лапша» от молодого бутлегера до растерянного старика. После этого фильма режиссёры и продюсеры начинают несколько однообразно эксплуатировать востребованность Де Ниро в трёх основных образах: преступника («Бразилия» (1985), «Неприкасаемые» (1987), «Славные парни» (1990), «Схватка» (1995) и др.); полицейского /спецагента/ («Успеть до полуночи» (1988), «Ронин» (1998), «Шоу начинается» (2002) и др.); демонического злодея («Сердце Ангела» (1987), «Мыс страха» (1991), «Фанат» (1996) и др.). При этом фильмы до середины 1990-х годов имеют позитивные и даже восторженные отзывы критиков, которые после 1995 года сменяются на нейтральные, что чётко можно проследить, например, по оценкам киноведа Роджера Эберта.
В 1993 году пробует себя в качестве режиссёра фильма, который получает название «Бронксская история». В качестве литературной основы была выбрана автобиографическая пьеса Чезза Палминтери. Он не согласился продать Де Ниро права на экранизацию, пока тот не предложил Чеззу одну из главных ролей и позволил в значительной мере контролировать процесс кинопроизводства от подбора актёров до сведения музыки. Дебют Де Ниро в качестве постановщика был положительно принят критиками. 1993 год — год смерти отца актёра. Картина имеет посвящение Роберту Де Ниро-старшему.
В 1995 году Роберт Де Ниро совместно с Аль Пачино снимается в фильме «Схватка». Динамичный сюжет и дуэт маститых актёров вызывает хороший приём у зрителей. Суммарные сборы в три раза превысили бюджет фильма (178 млн долл. к 60 млн долл.). В этом же году выходит фильм «Казино» с участием Де Ниро и другого его постоянного партнёра по работе в кино — Джо Пеши. Критика высоко отзывается о фильме и о работе артиста, отмечая умение создать отрицательного, в целом, персонажа с большим количеством граней, которые вызывают человеческое сочувствие и даже уважение. Однако, эти два фильма стали последними, совместившими коммерческий успех и позитивную профессиональную критику. Ни один из фильмов Де Ниро после 1995 года не попал в ведущие кинематографические списки (250 лучших фильмов по версии IMDb, в рейтинг журнала Empire или в список 100 лучших американских фильмов за 100 лет по версии AFI и т. д.).

### 2000-е годы

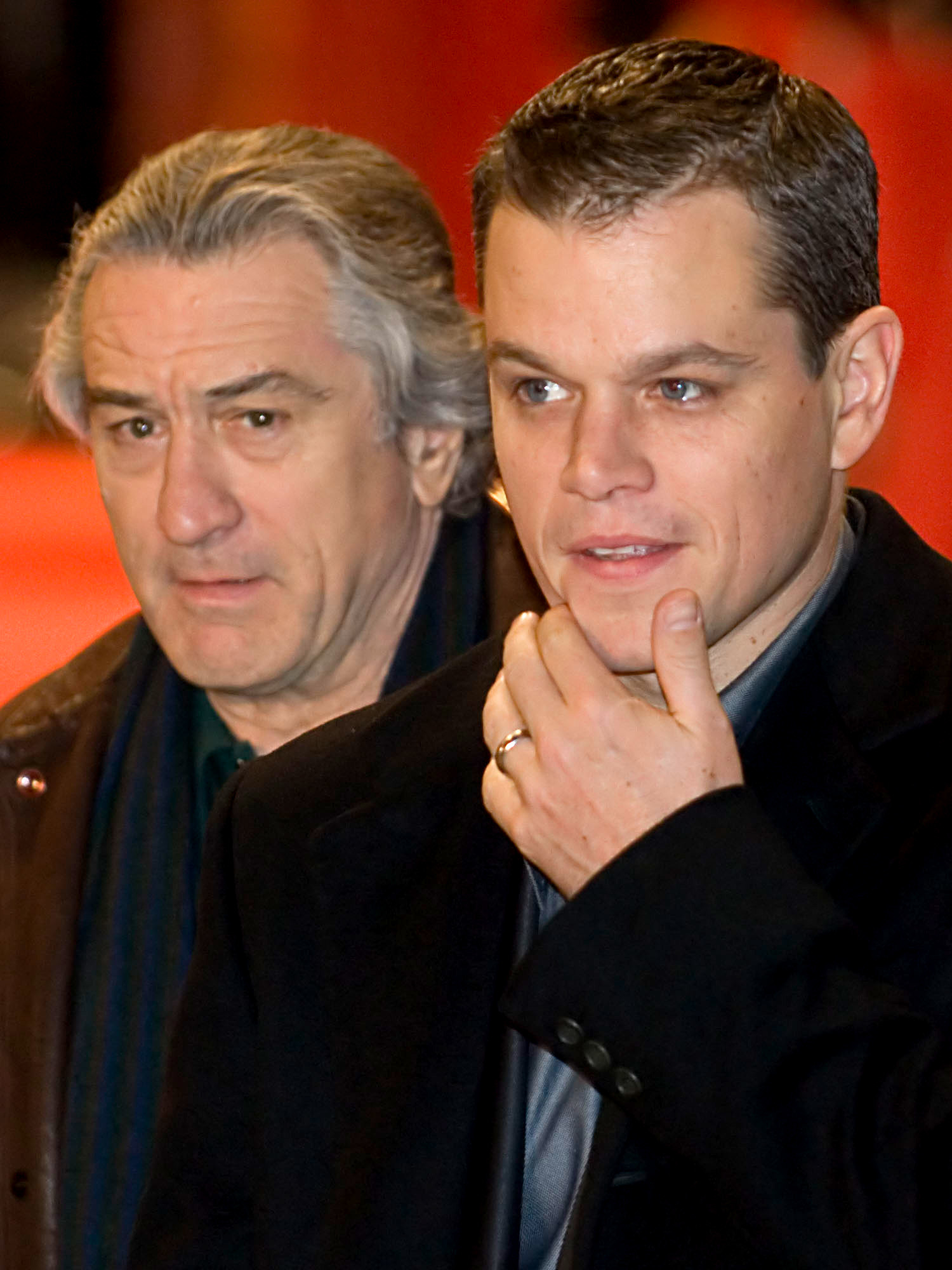
Де Ниро и Мэтт Деймон на премьере фильма «Ложное искушение» в Берлине (февраль 2007 года)

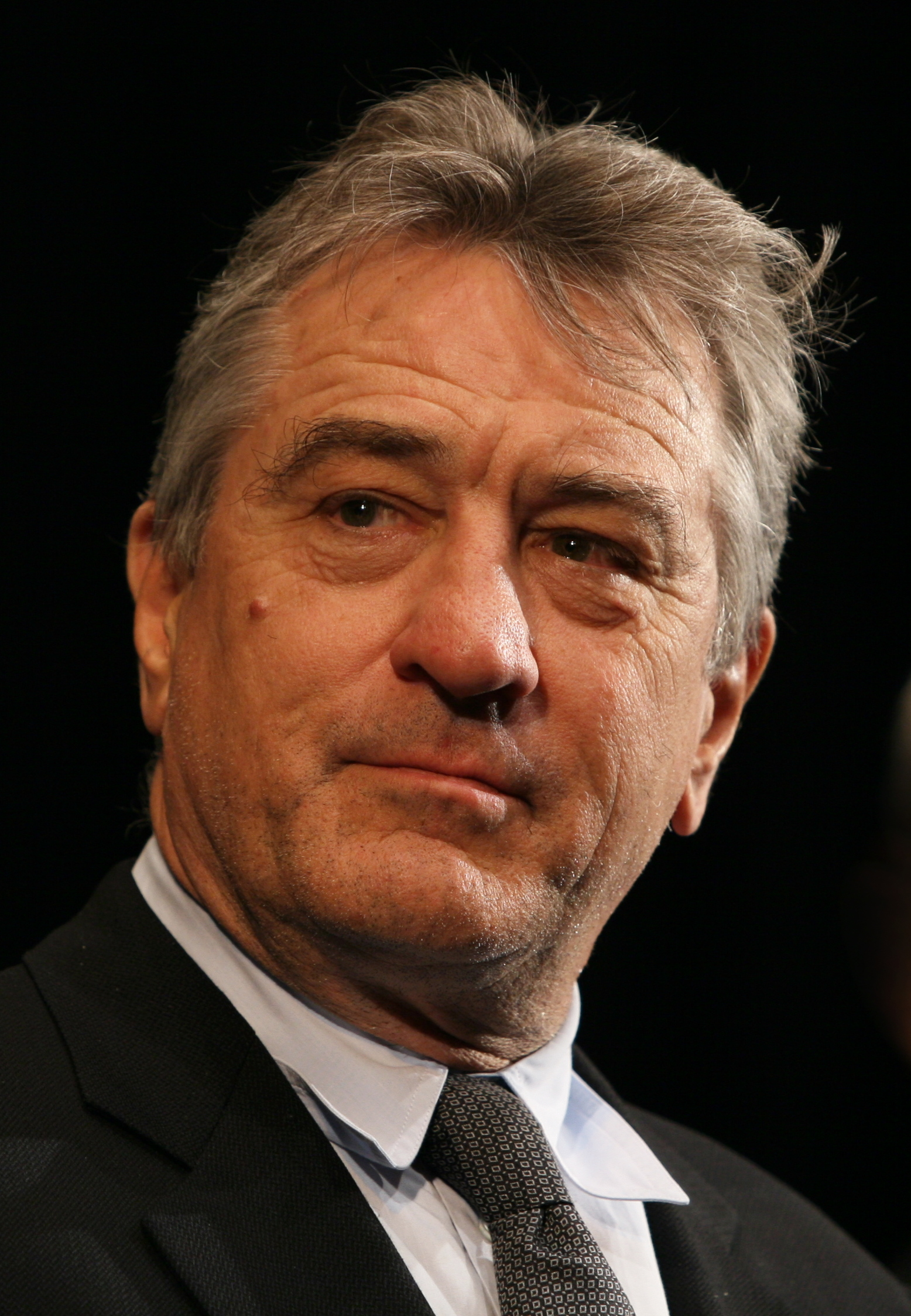
Де Ниро в 2008 году

Роберт Де Ниро снимается беспрерывно в фильмах различных жанров. Он: офицер ВМФ США — «Военный ныряльщик» (2000), профессиональный взломщик сейфов — «Медвежатник» (2001), детектив в драматическом боевике — «15 минут славы» (2001), детектив в комедийном боевике — «Шоу начинается» (2002).
Все фильмы этого и дальнейшего периода творчества Де Ниро несут коммерческую направленность, имеют хорошие сборы, но вежливо-нейтральную критику профессиональных экспертов. Участие Роберта Де Ниро в спорных кинопроектах последнего десятилетия, которые оказались не в состоянии использовать его талант и возможности, объясняется, во многом, следующим. После событий 11 сентября 2001 года Де Ниро стал одним из организаторов кинофестиваля «Трайбека», созданного для содействия экономическому восстановлению пострадавших от террористических актов районов нижнего Манхэттена. Де Ниро сыграл в нескольких фильмах, главным достоинством которых были большие гонорары звезды, направляемые на благотворительную помощь, поддержку и развитие фестиваля.
Когда Мартин Скорсезе приступил к съёмкам фильма «Отступники», роль офицера Куинана (в картине её исполняет Мартин Шин) была предложена Де Ниро, но тот отказался из-за занятости в качестве режиссёра в новом проекте «Ложное искушение». Он привлёк к участию в фильме сильных и популярных актёров: Мэтта Деймона, Анджелину Джоли, Джо Пеши, Алека Болдуина. Однако режиссёрская работа Де Ниро получила негативную критику. Например, приговор Роджера Эберта: «Если вы считаете, что операция Джорджа Тенета из ЦРУ — это провал, то вы ничего не знаете о провалах, пока не увидите вялый и неубедительный фильм Де Ниро из истории этого ведомства».
В 2009 году актёру была присуждена Премия «Британия» за личный вклад в развитие кинематографа, вручаемая подразделением Британской киноакадемии в Лос-Анджелесе.

### 2010-е годы
В январе 2011 года Роберту Де Ниро был вручён второй «Золотой глобус» (в категории премия Сесиля Б. Де Милля) за вклад в развитие кинематографа на протяжении всей карьеры. По мнению сайта «Новости кино», благодарственная речь актёра стала самым ярким выступлением на церемонии вручения премии.
В 2011 году с участием Де Ниро вышли американские фильмы «Профессионал», «Старый Новый год», «Области тьмы», а также итальянская картина «Любовь: Инструкция по применению», работа актёра в которой названа критиками ИД Коммерсантъ «реабилитацией за глупейшие голливудские комедии, в которых он с завидным постоянством участвует в последние годы».
В 2012 году состоялся релиз четырёх картин, к которым приложил руку Роберт Де Ниро: «Быть Флинном», «Красные огни», «Фрилансеры» и «Мой парень — псих». В последней актёр исполнил роль Пэта Солитано-старшего, отца молодого учителя, страдающего биполярным аффективным расстройством. Это перевоплощение было отмечено несколькими премиями сообществ кинокритиков со всего США и первой для Де Ниро номинацией на «Оскар» с 1991 года.
В ноябре 2012 года начались съёмки кинокомедии «Последний мальчишник в Вегасе» (Last Vegas) с участием бесспорно звёздного квартета главных героев: Роберта Де Ниро, Майкла Дугласа, Моргана Фримена и Кевина Клайна. В мировой прокат картина вышла в конце 2013 года.
4 февраля 2013 года в рамках торжественной церемонии во внешнем дворике перед Китайским театром Граумана актёр оставил отпечатки своих рук и ног, заявив при этом:
Джо Пеши всегда говорил, что я в конце концов окажусь ногами в цементе. Но я не думаю, что он это имел в виду.
В конце 2015 года Де Ниро вернулся к постановке «Бронксской истории», на этот раз в виде мюзикла, музыку к которому написал обладатель 8 премий «Оскар» Алан Менкен. Автором сценария вновь выступил Чезз Палминтери. Премьера спектакля состоялась 4 февраля 2016 года и собрала хорошие отзывы критиков.
За годы работы в кино Роберт Де Ниро стал одним из самых востребованных артистов американского и мирового кинематографа. По признанию журнала Rolling Stone, является одним из величайших актёров всех времён.
Команда обозревателей журнала Rolling Stone в обзорной статье (2015 года), посвящённой творчеству актёра, условно, по своему мнению, разделила его фильмы на три категории:
- хорошие (в порядке, предложенном редакцией): «Таксист», «Бешеный бык», «Крёстный отец 2», «Злые улицы», «Схватка», «Неприкасаемые», «Король комедии», «Охотник на оленей», «Славные парни», «Бей в барабан медленно»;
- плохие: «Шоу начинается», «Малавита», «Однажды в Голливуде», «15 минут славы», «Большая свадьба», «Красные огни», «Мотель», «Знакомство с Факерами 2», «Анализируй то», «Старый Новый год»;
- странные (не поддающиеся какой-либо оценке): «Мыс страха», «Бразилия», «Пробуждение», «Приключения Рокки и Буллвинкля», «Франкенштейн Мэри Шелли», «Мы не ангелы», «Сердце ангела», «Большие надежды», «Приветствия» и «Привет, мам!», «Огненный вихрь».

В 2017 году на HBO состоялась премьера фильма «Лжец, Великий и Ужасный» — экранизация журналистских расследований, посвящённых афере Бернарда Мейдоффа. Роберт Де Ниро исполнил в ленте главную роль преступного организатора крупнейшей из известных мировой экономике финансовых пирамид.

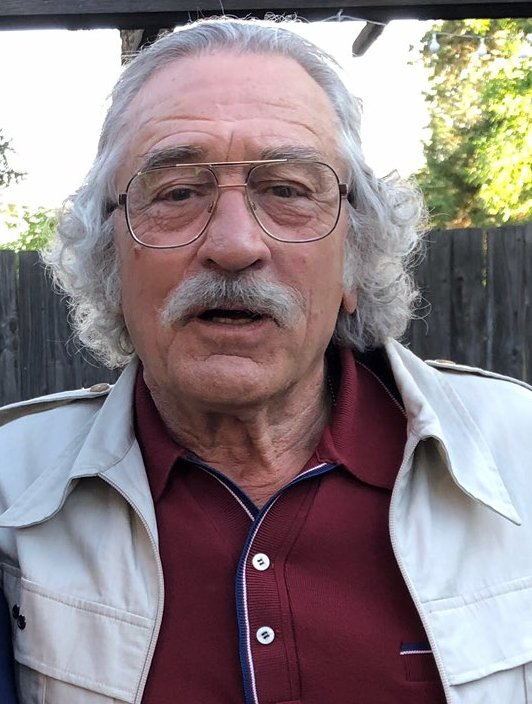
Де Ниро летом 2019 года

В 2019 году состоялась мировая премьера психологического триллера «Джокер», ставшего одним из самых кассовых фильмов года, а также самым кассовым фильмом в истории среди картин категории R и первым фильмом с данным рейтингом, чьи сборы превысили миллиард долларов. Роберт Де Ниро сыграл в картине Мюррея Франклина — популярного ведущего вечернего шоу, на которое мечтает попасть главный герой в исполнении Хоакина Феникса.
В том же году на Netflix вышел драматический фильм Мартина Скорсезе «Ирландец», главные роли в котором исполнили Де Ниро, Аль Пачино и Джо Пеши. Фильм основан на реальной истории Фрэнка «Ирландца» Ширана (Де Ниро).

### 2020-е годы
В 2020 году в прокат вышла комедия «Афера по-голливудски» с Де Ниро в главной роли. Он играет в ленте голливудского продюсера, который крупно задолжал мафии (Морган Фримен), и теперь спасти его могут только страховые деньги в случае смерти звезды фильма (Томми Ли Джонс). Остаётся лишь аккуратно организовать несчастный случай. Но в жизни всё вечно норовит пойти не по сценарию. Правда, возможно, ненароком удастся снять свой лучший фильм.
В 2022 году Де Ниро появился в комедийном историческом триллере «Амстердам» режиссёра Дэвида Оу Расселла, где исполнил роль ветерана морской пехоты генерала Гилберта Дилленбека (персонаж основан на образе прославленного генерала Смедли Батлера). Несмотря на звёздный актёрский состав фильм провалился в прокате и получил прохладные отзывы критиков.
В 2023 году вышел фильм Мартина Скорсезе «Убийцы цветочной луны», в котором Де Ниро сыграл Уильяма Хэйла. За эту роль 80-летний Де Ниро был третий раз в карьере и 49 лет спустя после первого раза номинирован на премию «Оскар» за лучшую мужскую роль второго плана (премия досталась Роберту Дауни-мл.). Всего для Де Ниро это была восьмая в карьере номинация на «Оскар» в актёрской категории (ещё пять раз он номинировался за главную мужскую роль). За эту же роль Де Ниро был номинирован и на премии BAFTA и «Золотой глобус».
В марте 2025 года ожидается выход фильма Барри Левинсона «Мудрые парни», где Де Ниро исполнит сразу две главные роли криминальных авторитетов середины XX века Вито Дженовезе и Фрэнка Костелло.

## Деловая активность
Роберт Де Ниро активен и успешен в бизнесе. Значительную часть своих средств он инвестирует в различные предприятия, расположенные, в частности, в районе Трайбека, Нью-Йорк. ТрайБеКа (TriBeCa, от англ. Triangle Below Canal Street — буквально Треугольник южнее Кэнэл стрит) — разговорное название района Нижнего Манхэттена, не имеющего определённого административного статуса. Оно используется в наименованиях компании «Трайбека Продакшнс» (производство фильмов и телепрограмм) и кинофестиваля «Трайбека».
Эти проекты созданы Робертом Де Ниро в партнёрстве с кинопродюсером Джейн Розенталь. Совместно с популярным в США шеф-поваром японской кухни Нобу Мацухиса (англ. Nobu Matsuhisa) и ещё некоторыми партнёрами, Де Ниро является владельцем компании Nobu Hospitality (Гостеприимство Нобу), которая предоставляет услуги высшего класса в гостиничном и ресторанном бизнесе, и всемирной сети ресторанов «Nobu».
В Москве, в частности, два ресторана «Nobu» открыты в 2009 и 2015 годах. Кроме перечисленного, Де Ниро является совладельцем ресторанов «Трайбека Гриль» (со стилизацией под середину XX века), «Локанда Верде», гостиницы «Гринвич Отель» и ряда других предприятий.
К тому же Роберт владеет рестораном «Рубикон» в Сан-Франциско совместно с Фрэнсисом Фордом Копполой. Ресторан известен своей картой вин, которая в различные годы достигала 1700 наименований и неоднократно отмечалась специальными премиями.
Роберт Де Ниро продолжает занимать социально-активную позицию и ведёт благотворительную деятельность. В конце 2014 года он был назначен особым экономическим представителем островного государства Антигуа и Барбуда. Совместно с премьер-министром этой страны и австралийским бизнесменом Джеймсом Пакером было подписано соглашение о вложении 250 миллионов долларов США в туристический бизнес этого государства. При этом, по мнению британского издания The Guardian, вкладом актёра является не собственно финансирование проекта, а привлечение инвесторов и потенциальных гостей курорта. В январе 2015 года актёр выступил инициатором создания общественного благотворительного фонда поддержки семей полицейских, застреленных 20 декабря 2014 года в Нью-Йорке.

## Общественная деятельность
15 февраля 2017 года Роберт Де Ниро совместно с общественным деятелем США Робертом Кеннеди-младшим провел пресс-конференцию и предложил денежное вознаграждение тому, кто сможет предоставить доказательства безопасности вакцин, содержащих ртуть:
Мы объявляем награду в 100 тысяч долларов и выдадим её любому журналисту или кому-либо другому, кто сможет предъявить хотя бы одно существующее исследование, в котором говорится, что безопасно делать прививки на основе ртути маленьким детям и беременным женщинам с теми дозами, которые содержатся в вакцинах от гриппа…

В апреле 2018 года Роберт Де Ниро подверг критике президента США Дональда Трампа:
Но пока руководство нашей страны так ужасно и так коррумпировано, я буду выступать в любом месте. Чтобы молчать перед лицом такой подлости, нужно быть соучастником
Президент саркастически ответил актёру в своём Твиттере, назвав актёра человеком «с очень низким IQ».
В июне 2019 года Роберт Де Ниро совместно со Стивеном Кингом, Лоренсом Фишберном и другими знаменитостями снялся для новостного портала NowThis News в ролике, обвиняющем российские власти в «нападении» на американскую демократию и выборы, а Дональда Трампа в сговоре с Россией.
В феврале 2022 года в выступлении перед студентами Кембриджского университета заявил о поддержке Украины и призвал противостоять российской агрессии.
На предвыборном мероприятии в Филадельфии поддержал кандидатуру Камалы Харрис на пост президента США.

## Личная жизнь

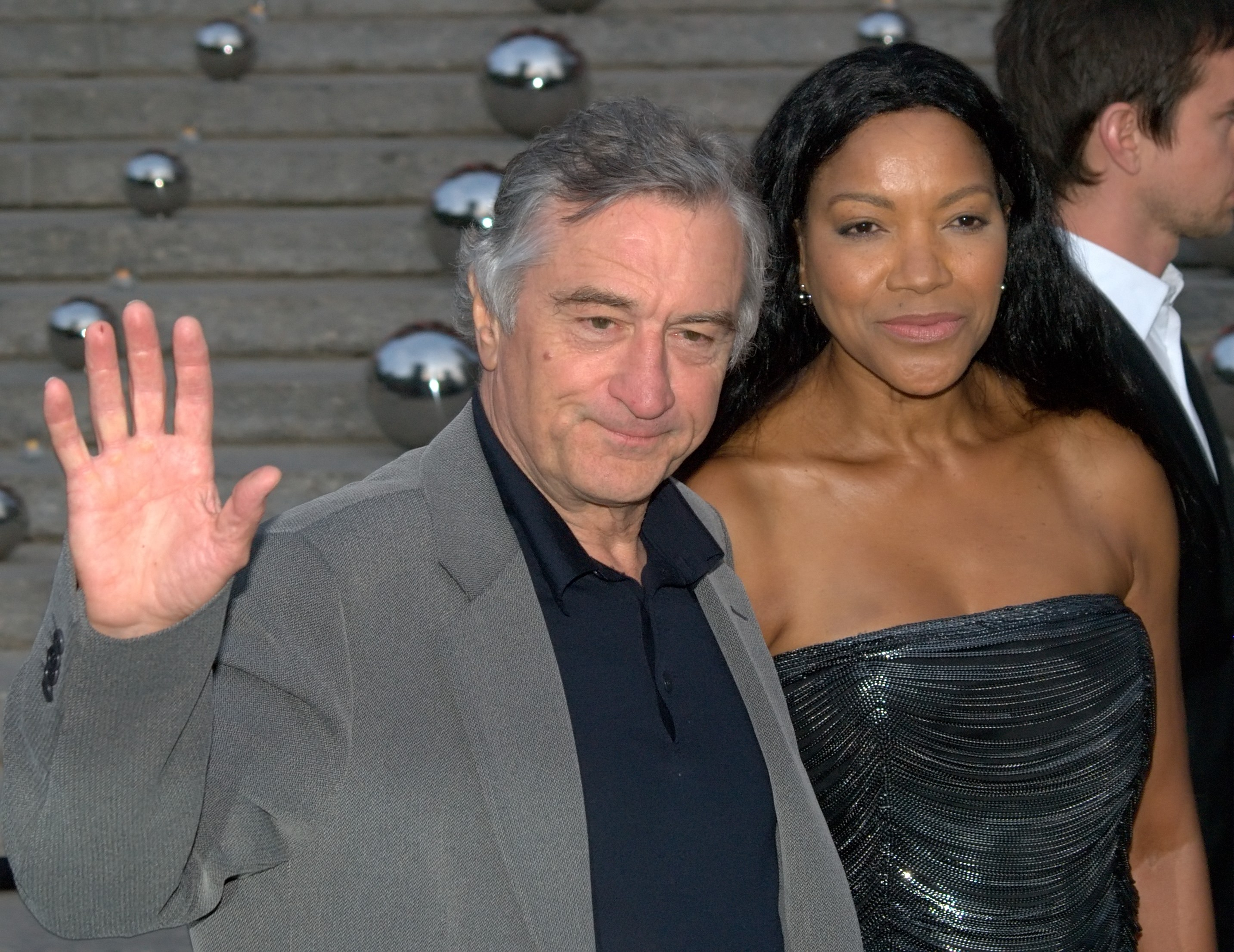
Де Ниро и его супруга Грейс Хайтауэр в 2010 году

Первый брак Робертом Де Ниро был заключён с Дайэнн Эбботт, актрисой и певицей афроамериканского происхождения. Она известна по нескольким небольшим ролям в фильмах мужа: камео в образе певицы из клуба в фильме «Нью-Йорк, Нью-Йорк», Рита в «Короле комедии». Де Ниро удочерил Дрену, ребёнка Дайэнны от её первого брака. Дрена Де Ниро позже часто снималась с приёмным отцом: «Плутовство», «Большие надежды», «Приключения Рокки и Буллвинкля», «Последнее дело Ламарки». От первого брака Де Ниро имеет также сына Рафаэля. Повзрослев, молодой человек пошёл по стопам отца, но быстро разочаровался в актёрской профессии и занялся торговлей недвижимостью. В 1988 году брак Де Ниро и Эбботт распался.
Длительное время артист имел связь с бывшей моделью Туки Смит (также афроамериканкой), не оформляя взаимоотношения юридически. В 1995 году благодаря экстракорпоральному оплодотворению суррогатная мать родила для относительно немолодой пары двух мальчиков-близнецов Джулиана Генри и Аарона Кендрика. Де Ниро часто подчёркивает своё отцовство публично. Аарон совершил каминг-аут как трансгендерная женщина в апреле 2025 года.
В 1997 году Роберт Де Ниро женился во второй раз. Новая избранница — Грейс Хайтауэр, бывшая стюардесса. В 1998 году у них родился сын Эллиот Де Ниро, а в 2011 году — дочь Хелен Грейс Де Ниро. В 2018 пара развелась.
В 2023 году у 79-летнего Де Ниро родилась дочь Джиа Вирджиния Де Ниро-Чен — дочь его новой подруги, тренера по боевым искусствам Тиффани Чен, которая моложе Роберта на 40 лет. Джиа Вирджиния стала седьмым ребёнком Де Ниро.
Планировалось, что к Венецианскому кинофестивалю 2004 года Роберт Де Ниро получит почётное итальянское гражданство. Против этого категорически возражало американское общество «Сыновья Италии» и премьер-министр Италии Сильвио Берлускони. Основание — многократное неверное формирование образа италоамериканца как гангстера и преступника. Тем не менее гражданство было присвоено 21 октября 2006 года.
В политике Роберт Де Ниро последовательно придерживается демократических взглядов. 4 февраля 2008 года он принимал участие в предвыборном митинге накануне «Супервторника» и поддерживал Барака Обаму.

## Награды и номинации

### За актёрское мастерство в кинофильмах
Для упрощения восприятия и анализа большого объёма информации, касающегося номинаций и наград, которые были получены Робертом Де Ниро, в следующую таблицу включены данные только о достижениях в качестве актёра кино и только в рамках зарекомендовавших себя конкурсов. Опущена специализированная информация о наградах на телевидении, в краткосрочных конкурсных проектах Американская кинопремия (англ. American Movie Awards), Американская премия за достижения в комедийном жанре (англ. American Comedy Awards) и награды отдельных корпораций (англ. Blockbuster Entertainment Awards).
| Год  |   | Русское название        | Оригинальное название      | Роль |
| ---- | - | ----------------------- | -------------------------- | --- |
| 1973 | ф | Злые улицы              | Mean Streets               | Премия Национального совета кинокритиков США за Лучшую роль второго плана — Джон Сивелло                          |
| 1974 | ф | Крёстный отец 2         | The Godfather: Part II     | «Оскар» за лучшую мужскую роль второго плана — Вито Корлеоне                                                      |
| 1974 | ф | Крёстный отец 2         | The Godfather: Part II     | Номинация на премию BAFTA за лучший дебют — Вито Корлеоне                                                         |
| 1976 | ф | Таксист                 | Taxi Driver                | Номинация на премию «Оскар» за лучшую мужскую роль — Трэвис Бикл                                                  |
| 1976 | ф | Таксист                 | Taxi Driver                | Номинация на премию BAFTA за лучшую мужскую роль — Трэвис Бикл                                                    |
| 1976 | ф | Таксист                 | Taxi Driver                | Номинация на премию «Золотой глобус» за лучшую мужскую роль в драме — Трэвис Бикл                                 |
| 1977 | ф | Нью-Йорк, Нью-Йорк      | New York, New York         | Номинация на премию «Золотой Глобус» за лучшую мужскую роль в комедии или мюзикле — Джимми Дойл                   |
| 1978 | ф | Охотник на оленей       | The Deer Hunter            | Номинация на премию «Оскар» за лучшую мужскую роль — Михаил Вронский                                              |
| 1978 | ф | Охотник на оленей       | The Deer Hunter            | Номинация на премию BAFTA за лучшую мужскую роль — Михаил Вронский                                                |
| 1978 | ф | Охотник на оленей       | The Deer Hunter            | Номинация на «Золотой глобус» за лучшую мужскую роль в драме — Михаил Вронский                                    |
| 1980 | ф | Бешеный бык             | Raging Bull                | «Оскар» за лучшую мужскую роль — Джейк Ла Мотта                                                                   |
| 1980 | ф | Бешеный бык             | Raging Bull                | Премия «Золотой глобус» за лучшую мужскую роль в драме — Джейк Ла Мотта                                           |
| 1980 | ф | Бешеный бык             | Raging Bull                | Номинация на премию BAFTA за лучшую мужскую роль — Джейк Ла Мотта                                                 |
| 1983 | ф | Король комедии          | The King of Comedy         | Номинация на премию BAFTA за лучшую мужскую роль — Руперт Папкин                                                  |
| 1987 | ф | Сердце Ангела           | Angel Heart                | Номинация на премию «Сатурн», как лучшему актёру — Луис Сайфер                                                    |
| 1988 | ф | Успеть до полуночи      | Midnight Run               | Номинация на премию «Золотой глобус» за лучшую мужскую роль в комедии или мюзикле — Джек Уолш                     |
| 1990 | ф | Славные парни           | Goodfellas                 | Номинация на премию BAFTA за лучшую мужскую роль — Джимми Конвей                                                  |
| 1990 | ф | Пробуждение             | Awakenings                 | Номинация на премию «Оскар» за лучшую мужскую роль — Леонард Лоув                                                 |
| 1991 | ф | Мыс страха              | Cape fear                  | Номинация на премию «Оскар» за лучшую мужскую роль — Макс Кэйди                                                   |
| 1991 | ф | Мыс страха              | Cape fear                  | Номинация на премию «Золотой глобус» за лучшую мужскую роль в драме — Макс Кэйди                                  |
| 1991 | ф | Мыс страха              | Cape fear                  | Номинация на кинопремию MTV в категориях "Лучший злодей" и "Лучший Актёр" — Макс Кэйди                            |
| 1994 | ф | Франкенштейн Мэри Шелли | Mary Shelly’s Frankenstein | Номинация на премию «Сатурн», как лучшему актёру — Существо                                                       |
| 1996 | ф | Фанат                   | The Fan                    | Номинация на кинопремию MTV в категории «Лучший злодей» — Джил Ренард                                             |
| 1999 | ф | Анализируй это          | Analyze This               | Номинация на премию «Золотой глобус» за лучшую мужскую роль в комедии или мюзикле — Пол Витти                     |
| 2000 | ф | Знакомство с родителями | Meet the Parents           | Номинация на премию «Золотой глобус» за лучшую мужскую роль в комедии или мюзикле — Джек Бёрнс                    |
| 2000 | ф | Знакомство с родителями | Meet the Parents           | Номинация на кинопремию MTV в категории «Лучшая актёрская команда»                                                |
| 2000 | ф | Военный ныряльщик       | Men of Honor               | Номинация на премию «Спутник» Международной академии прессы в категории лучший актёр второго плана — Лесли Сандей |
| 2009 | ф | Всё путём               | Everybody’s Fine           | Победа в категории «Лучший актёр» на Голливудском кинофестивале — Фрэнк Гуд                                       |
| 2012 | ф | Мой парень — псих       | Silver Linings Playbook    | Победа в категории «Лучший актёр второго плана» на Голливудском кинофестивале — Пэт Солитано-старший              |
| 2012 | ф | Мой парень — псих       | Silver Linings Playbook    | Номинация на премию «Спутник» в категории «Лучший актёр второго плана» — Пэт Солитано-старший                     |
| 2012 | ф | Мой парень — псих       | Silver Linings Playbook    | Номинация на премию «Выбор критиков» в категории «Лучший актёр второго плана» — Пэт Солитано-старший              |
| 2012 | ф | Мой парень — псих       | Silver Linings Playbook    | Номинация на премию Гильдии киноактёров США в категории «Лучший актёр второго плана» — Пэт Солитано-старший       |
| 2012 | ф | Мой парень — псих       | Silver Linings Playbook    | Номинация на премию «Оскар» за лучшую мужскую роль второго плана — Пэт Солитано-старший                           |
| 2023 | ф | Убийцы цветочной луны   | Killers of the Flower Moon | Номинация на премию «Оскар» за лучшую мужскую роль второго плана — Уильям Хэйл                                    |
| 2023 | ф | Убийцы цветочной луны   | Killers of the Flower Moon | Номинация на премию BAFTA за лучшую мужскую роль второго плана — Уильям Хэйл                                      |
| 2023 | ф | Убийцы цветочной луны   | Killers of the Flower Moon | Номинация на премию «Золотой глобус» лучшему актёру второго плана в кинофильме — Уильям Хэйл                      |

### За личный вклад в развитие культуры
| Год  | Церемония / Событие                                   | Награда / Премия                                                                                           |
| ---- | ----------------------------------------------------- | --- |
| 1979 | Собрание Общества театралов Гарвардского университета | Человек года                                                                                               |
| 1993 | Венецианский кинофестиваль                            | Золотой лев за достижения на протяжении всей кинематографической карьеры                                   |
| 1997 | Московский международный кинофестиваль                | Серебряный «Святой Георгий Победоносец» за вклад в мировой кинематограф                                    |
| 1999 | Премия «Выбор народа»                                 | «Звезда кино на все времена» (Номинация, премию уступил Харрисону Форду)                                   |
| 2000 | Международный кинофестиваль в Сан-Себастьяне          | Почётная награда «Доностия» за вклад в кинематограф (англ. Donostia Lifetime Achievement Award).           |
| 2000 | Берлинский международный кинофестиваль                | За достижения на протяжении всей карьеры                                                                   |
| 2001 | Премия «Гофам»                                        | За достижения на протяжении всей карьеры                                                                   |
| 2003 | Американский институт киноискусства                   | За достижения на протяжении всей карьеры                                                                   |
| 2004 | Американская Гильдия режиссёров                       | Почётное членство                                                                                          |
| 2004 | Международный кинофестиваль в Карловых Варах          | «Хрустальный глобус»                                                                                       |
| 2008 | Телевизионная премия Германии «Золотая кинокамера»    | За достижения на протяжении всей карьеры                                                                   |
| 2008 | Международный кинофестиваль в Карловых Варах          | «Хрустальный глобус» за выдающийся художественный вклад в мировой кинематограф                             |
| 2009 | Зал славы Центра Кеннеди                              | Лауреат |
| 2009 | Отделение Британской киноакадемии в Лос-Анджелесе     | Премия «Британия» за личный вклад в развитие кинематографа                                                 |
| 2011 | Золотой глобус                                        | Победа в номинации Премия Сесиля Б. Де Милля за вклад в развитие кинематографа на протяжении всей карьеры. |